# Electroforeza proteinelor serice

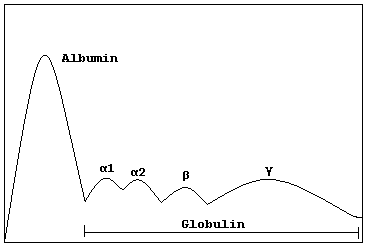
Reprezentare schematică a electroforezei în gel a proteinelor

Electroforeza proteinelor serice este un test de laborator bazat pe tehnica electroforezei ce are ca scop separarea și identificarea fracțiilor proteinelor din plasmă. Datorită trecerii curentului electric, proteinele se separă în funcție de încărcarea lor electrică, de formă și de mărime. Albumina se orientează spre electrodul pozitiv, iar globulinele către electrodul negativ în ordinea: alfa-1, alfa-2, beta-1, beta-2 și gamma (cea mai apropiată de electrodul negativ).